# 의학 연구
의학 연구(醫學硏究, 영어: medical research) 또는 생물의학 연구(生物醫學硏究, 영어: biomedical research) 또는 건강 연구(健康硏究, 영어: health research)는 인간 질병, 질병 예방 및 치료, 건강 증진에 대한 지식을 생산할 목적으로 과학적 방법을 사용하는 과정을 의미한다.

## 같이 보기
- 증례 보고
- 증례 시리즈
- 기관 감사 위원회
- 임상 연구 설계